# Lucien Israël (cancérologue)
Pour les articles homonymes, voir Israël et Lucien Israël.
Lucien Israël, né le 14 avril 1926 dans le 12e arrondissement de Paris et mort le 9 juin 2017 à La Celle-Saint-Cloud, est un médecin cancérologue universitaire français.

## Biographie
Il fait une carrière hospitalière et universitaire dans laquelle il lutta contre le cancer et soigna les malades du cancer pendant plusieurs décennies.
À l’hôpital Laënnec, il teste en secret puis impose la pratique de la polythérapie dans le traitement des cancers. Il exerça notamment à l’hôpital Avicenne.
Il est élu à l'Académie des sciences morales et politiques le 8 janvier 1996, dans la section Morale et sociologie, au fauteuil de Jérôme Lejeune. Il a été président de l'Académie en 2007.
Il est également un des vice-président de l'Union nationale inter-universitaire (UNI).
Il se maria avec Germaine (Guerda) Bach avec qui il a plusieurs enfants et qui est morte en 2012.

## Prises de position
Le professeur Lucien Israël combattit l'euthanasie et la méthode globale à l'école qu'il jugeait néfaste pour le développement intellectuel de l'enfant[réf. souhaitée].

## Décorations
- Commandeur de la Légion d'honneur
- Commandeur de l'ordre national du Mérite